# Жалгызапан
Жалгызапан (каз. Жалғызапан) — село в Курмангазинском районе Атырауской области Казахстана. Входит в состав Суюндукского сельского округа. Код КАТО — 234667400.

## Население
В 1999 году население села составляло 545 человек (275 мужчин и 270 женщин). По данным переписи 2009 года, в селе проживали 573 человека (290 мужчин и 283 женщины).